# Согаз
Страховая компания «Согаз» — крупная российская страховая компания, отнесена к разряду системообразующих, лидер одноимённой страховой группы Согаз. По совокупному размеру получаемых страховых премий в 2019 году заняла первое место, в 2011—2015 годах стабильно занимала 2-е место в России.
Основана в 1993 году как дочерняя страховая компания российского газового монополиста «Газпром», на конец 2020 года ему и его дочерним структурам принадлежало 21,19 % акций.

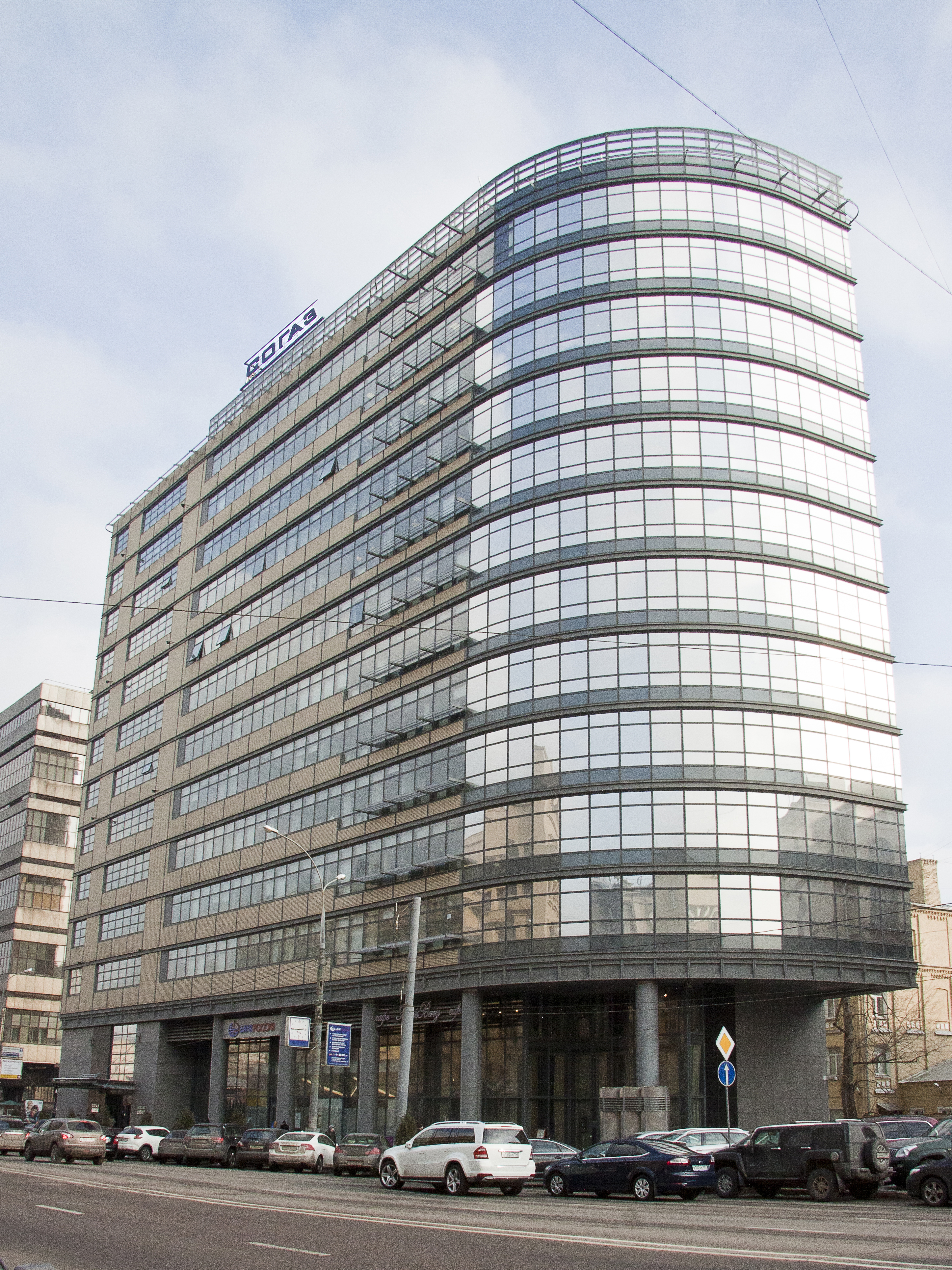
Центральный офис

Уставный капитал — 30,1 млрд руб. Штаб-квартира расположена в Москве.
С февраля 2022 года, из-за вторжения России на Украину, компания находится под санкциями стран Евросоюза, США, Канады, Великобритании и ряда других стран

## Структура
В страховую группу «Согаз» входят страховые и обслуживающие компании:
- АО «Согаз» (универсальная страховая компания, номер в реестре страховщиков 1208[8]);
- ООО СК «Согаз-жизнь» (страхование жизни, 3825[8]);
- АО СК «Согаз-мед» (ранее ОАО «Газпроммедстрах», обязательное медицинское страхование, 3230[8]);
- АО «СК Транснефть»;
- SOVAG (страховая компания в Германии);
- «SOGAZ a.d.o. Novi Sad» (страховая компания в Сербии);
- ООО «Согаз-Медсервис» (организация медицинского обслуживания);
- ООО «ММЦ „Согаз“» (международный медицинский центр);
- ООО «СОТ-ТРАНС»;
- АО «ЖАСО»;
- ООО СК «ВТБ Страхование».

## Собственники и руководство
Согласно данным на ноябрь 2019 года:
Председатель совета директоров — Алексей Миллер, председатель правления ПАО «Газпром». В совет директоров входят Фамил Садыгов (заместитель председателя правления ПАО «Газпром»), Юрий Соловьев (первый заместитель президента — председателя правления ПАО ВТБ), Дмитрий Лебедев (председатель совета директоров ОАО «АБ „Россия“»), Михаил Клишин (председатель правления АО «АБ „Россия“»), Александр Соболь (заместитель председателя правления АО «Газпромбанк») и Антон Устинов (председатель правления АО «Согаз»).
Согласно раскрытию компанией данных в январе 2020 года, её акционерами были:
- ООО «Аквилла» (конечные владельцы — Юрий Ковальчук, Татьяна Ковальчук, Дмитрий Мансуров, Александр Германов и Михаил Дедов) — 32,30 %
- АО «СГ — инвест» (Антон Устинов, Андрей Ботищев, Владимир Носов, Андрей Федоренко) — 16,54 %
- «Газпром капитал» (Росимущество) — 16,22 %
- ООО «Акцепт» (Михаил Шеломов) — 12,47 %
- ООО «Кордекс» (банк ВТБ) — 10 %
- АО «Орбита экспресс» (бывший сотрудник спецподразделения ФСБ «Вымпел» Дмитрий Байковский и Алексей Белявский) — 5 %
- ПАО «Газпром» — 3,77 %
- ООО «Спектр» (Андрей Панков) — 2,5 %
- «Газпром экспорт» (Росимущество) — 1,2 %

Председатель правления — Антон Устинов. В правление в статусе заместителей входят также Михаил Ильин, Владимир Носов, Дмитрий Малышев и Михаил Путин (двоюродный племянник президента России В. В. Путина).

## Деятельность
Компания занимается страхованием и перестрахованием на основании выданных Центральным банком РФ лицензий на осуществление страхования ОС № 1208 — 02, ОС № 1208 — 03, ОС № 1208 — 04, ОС № 1208 — 05, СЛ № 1208, СИ № 1208 и на осуществление перестрахования ПС № 1208 от 05.08.2015.
«Согаз» является членом основных профессиональных объединений страховщиков и страховых пулов, среди них Всероссийский союз страховщиков, Российский союз автостраховщиков, Национальный союз страховщиков ответственности, Российская ассоциация авиационных и космических страховщиков, Российский ядерный страховой пул.
Сумма страховых премий группы «Согаз» за 2020 год составила 387 млрд рублей, в том числе 95 млрд страхование от несчастных случаев, 79 млрд страхование имущества, 76 млрд страхование жизни (чистые страховые премии составили 300 млрд рублей), страховые выплаты составили 134 млрд рублей. Инвестиционная деятельность принесла компании 50 млрд рублей. Активы на конец года составили 1,01 трлн рублей, из них 222 млрд пришлось на депозиты в банках, 316 млрд на долговые ценные бумаги.

## Рейтинги
Standard & Poor’s
Рейтинговое агентство Standard & Poor’s впервые присвоило компании «Согаз» рейтинг финансовой устойчивости и кредитный рейтинг в 2008 году. С тех пор рейтинг постепенно рос и в 2018 году был присвоен рейтинг «BBB» c прогнозом «стабильный», который затем ежегодно подтверждался. На начало 2021 у компании года действовал рейтинг «ВВВ», прогноз «стабильный». В 2022 году рейтинг отозван в связи с уходом агентства из РФ.
Эксперт РА
Рейтинговое агентство Эксперт РА присвоило компании «Согаз» высший рейтинг «А++» в июле 2003 года. С тех пор рейтинг ни разу не снижался, в июле 2017, при переходе на новую рейтинговую шкалу, он был заменён на рейтинг «ruAAA». Рейтинг ежегодно подтверждается (2018-2025).
АКРА
Рейтинговое агентство АКРА присвоило компании «Согаз» рейтинговую оценку «ААА(ru)» c прогнозом «стабильный» по национальной рейтинговой шкале в июле 2017 года. Рейтинг ежегодно подтверждается (2018-2025). В 2025 году компании была также присвоена оценка BBB+ со стабильным прогнозом по международной шкале.

## Слияния и поглощения
Страховая компания «Согаз» проводит последовательную и активную политику по покупке привлекательных страховых активов. Объектами таких покупок всегда становятся кэптивные страховые компании и компании, занимающиеся корпоративным страхованием. В разные годы и у разных владельцев «Согаз» приобрел 6 заметных на страховом рынке компаний
- «Нефтеполис» (2005) — ранее принадлежала Роснефти[22];
- «Шексна» (2009) — ранее входила в группу Северсталь[23];
- «СК Транснефть» (2013) — принадлежала компании «Транснефть»[24];
- «СК Алроса» (2014) — ранее входила в группу «Алроса»[25];
- «ЖАСО» (2016) — ранее принадлежала РЖД[22];
- «ВТБ Страхование» (2018) — входила в группу ВТБ.

Кроме страховых активов группа «Согаз» приобретает иные, непрофильные. Например, в 2021 году была куплена косвенная доля в медийной интернет-компании «VK» (до 2021 года — Mail.ru Group), ранее принадлежавшая USM холдингу.

## Санкции
После начала вторжения России на Украину «Согаз» попал под международные санкции Евросоюза за страхование моста в Крыму. Евросоюз отметил что страховая компания «застраховала строительство железнодорожной инфраструктуры, соединяющей мост через Керченский пролив и порт Тамань, перестраховало строительство моста через Керченский пролив. Таким образом, она поддержала присоединение незаконно аннексированного Крымского полуострова к Российской Федерации, что еще больше подорвало территориальную целостность, суверенитет и независимость Украины».
15 марта 2022 года «Согаз» попал под санкции Великобритании, счета компании заморожены, резидентам Великобритании запрещено вести с «Согаз» финансовую деятельность. 28 октября 2022 года «Согаз» включён в санкционный список Канады за «роль в содействии или поддержке неспровоцированного и неоправданного вторжения России в Украину».
12 июня 2024 года «Согаз» включён в блокирующий санкционный список США против «архитектуры российской финансовой системы России», как компания осуществляющая страхование российских военнослужащих и сотрудников ведущих оборонных предприятий находящихся под санкциями.
По аналогичным основаниям «Согаз» находится под санкциями Швейцарии, Новой Зеландии, Украины и Австралии.

## Спонсорская деятельность
«Согаз» — официальный партнёр и страховщик чемпионата Континентальной хоккейной лиги, титульный спонсор чемпионата России по футболу 2011—2014 годов, а также официальный партнёр Универсиады-2013 в Казани.

## Согаз-мед
«Согаз-мед» — федеральная медицинская страховая компания, специализирующихся на обязательном медицинском страховании (ОМС).
Создана в 1998 году как дочерняя компания «Газпрома» под наименованием «Газпроммедстрах», летом 2003 года в ходе консолидации страхового бизнеса включена в группу «Согаз».
В 2011 году в компанию поступило 55,67 млрд рублей (в 2010 году — 44,27 млрд рублей), выплачено было 53,73 млрд рублей (в 2010 году — 43,00 млрд рублей). По итогам 2012 года количество застрахованных в компании превышало 14,2 млн человек. Общий объём финансирования, полученного от территориальных фондов обязательного медицинского страхования на оплату медицинских услуг, составил 65,4 млрд рублей, что на 22 % больше, чем в предыдущем году.
В интегральном рейтинге страховых организаций, работающих в системе ОМС, который ежеквартально рассчитывает по собственной методике ФФОМС, «Согаз-Мед» по итогам трех кварталов 2012 года занял 9-е место. В аналогичном рейтинге ФФОМС для регионов (субъектов федерации) «Согаз-Мед» занимает первую позицию для 7 регионов, вторую для 14 регионов и третью — для трех регионов.
Рейтинговое агентство «Эксперт РА» присвоило компании рейтинг надёжности и качества услуг страховой медицинской организации «А++», прогноз по рейтингу «стабильный» в 2012 году и ежегодно его подтверждало. В 2022 году рейтинг был отозван.
В июле 2021 года «Согаз-Мед» объединилась с «УГМК-Медицина». При этом «Согаз-Мед» стал полным правопреемником по обязательствам «УГМК-Медицины».

## Согаз-жизнь
Страховая компания «Согаз-жизнь» — входящая в страховую группу «Согаз» страховая компания, предоставляющая услуги по страхованию жизни и здоровья. 100 % акций компании принадлежит АО «Согаз».
Зарегистрированный уставный капитал компании составляет 530 миллионов рублей. По итогам 2020 года сборы страховой премии составили 76,1 млрд рублей. Размер активов, находящихся под управлением компании, к концу 2015 г. составил 13,9 млрд руб. Чистая прибыль компании по итогам 2015 г. составила 370 млн рублей.
«Согаз-жизнь» является членом Ассоциации Страховщиков Жизни и членом Всероссийского Союза страховщиков.
Рейтинговое агентство НКР в 2023 году присвоило компании кредитный рейтинг AAA.ru со стабильным прогнозом. В 2024 году рейтинг был подтвержден.